# Lista över Finlands sjöar
Det finns 187 888 sjöar med en storlek på minst fem ar och ca 55 821 sjöar med en storlek på minst en hektar i Finland.

## Storsjöar
I insjöfinland är det inte alltid är möjligt att avgöra var en sjö slutar och nästa börjar. När Finlands sjöar räknades på 1980-talet delade ansåg man att ett "tillräckligt smalt sund" utgjorde gräns mellan sjöar. När vattenytan i olika sammanhängande sjöar är på samma nivå bildar sjöarna en storsjö.
| Namn             | Landskap                                                   | Area (km²) | Notering                                         |
| ---------------- | ---------------------------------------------------------- | ---------- | ------------------------------------------------ |
| Saimen           | Norra Karelen, Norra Savolax, Södra Karelen, Södra Savolax | 4 279      | Finlands största och Europas fjärde största sjö. |
| Iso-Kalla        | Norra Savolax, Södra Savolax                               | 907        | Finlands fjärde största sjö                      |
| Iso-Längelmävesi | Birkaland, Egentliga Tavastland, Mellersta Finland         | 410        | Finlands nionde största sjö                      |
| Kitkasjöarna     | Lappland, Norra Österbotten                                | 286        |                                                  |
| Iso-Tarjanne     | Birkaland                                                  | 210        |                                                  |

## De 50 största sjöarna
| Nr | Namn                  | Läge                                   | Area (km²) | Strandlinje (km) | Notering |
| -- | --------------------- | -------------------------------------- | ---------- | ---------------- | --- |
| 1  | Södra Saimen          | Södra Karelen, Södra Savolax           | 1 377      | 5 277            | Ingår i Saimen.                                                                                                   |
| 2  | Enare träsk           | Enare                                  | 1 084      | 3 278            | Finlands näst djupaste sjö (92 m).                                                                                |
| 3  | Päijänne              | Mellersta Finland, Päijänne-Tavastland | 1 083      | 2 789            | Den längsta sjön i Finland. I norra delen av sjön finns det största insjödjupet i Finland (95,3 m).               |
| 4  | Pielisjärvi           | Norra Karelen                          | 894        | 1 718            | |
| 5  | Ule träsk             | Norra Österbotten, Kajanaland          | 887        | 1 021            | Ärjänselkä är den största enhetliga insjöfjärden i Finland.                                                       |
| 6  | Pihlajavesi           | Nyslott                                | 713        | 3 629            | Ingår i Saimen.                                                                                                   |
| 7  | Orivesi               | Norra Karelen, Södra Savolax           | 601        | 1 332            | Ingår i Saimen.                                                                                                   |
| 8  | Haukivesi             | Södra Savolax, Norra Savolax           | 560        | 2 355            | Ingår i Saimen.                                                                                                   |
| 9  | Keitele               | Mellersta Finland, Norra Savolax       | 498        | 1 462            | |
| 10 | Kallavesi             | Norra Savolax                          | 478        | 1 699            | Ingår i Iso-Kalla.                                                                                                |
| 11 | Puruvesi              | Kides, Nyslott                         | 416        | 924              | Ingår i Saimen.                                                                                                   |
| 12 | Pyhäselkä             | Libelits, Joensuu, Bräkylä             | 361        | 548              | Ingår i Saimen.                                                                                                   |
| 13 | Puula                 | Södra Savolax                          | 331        | 1 777            | |
| 14 | Lokka bassäng         | Sodankylä                              | 315        | 334              | Finlands största konstgjorda sjö.                                                                                 |
| 15 | Höytiäinen            | Kontiolax, Polvijärvi                  | 283        | 538              | År 1859 sänktes vattennivån i sjön av misstag med 9,5 m, varvid vattenvolymen halverades, innan var ytan 450 km². |
| 16 | Näsijärvi             | Birkaland                              | 255        | 759              | |
| 17 | Yli-Kitka             | Kuusamo, Posio                         | 237        | 623              | Ingår i Kitkasjöarna.                                                                                             |
| 18 | Suvasvesi             | Norra Savolax                          | 234        | 1 098            | Finlands tredje djupaste sjö (90 m). Ingår i Iso-Kalla. Innehåller två nedslagskratrar.                           |
| 19 | Kemi träsk            | Kemijärvi                              | 231        | 690              | |
| 20 | Juojärvi              | Heinävesi, Outokumpu, Tuusniemi        | 220        | 708              | En av de renaste sjöarna i Finland.                                                                               |
| 21 | Pyhäjärvi             | Kides, Parikkala                       | 207        | 477              | |
| 22 | Enonvesi              | Södra Savolax, Norra Savolax           | 197        | 1310             | Ingår i Saimen.                                                                                                   |
| 23 | Konnevesi             | Norra Savolax, Mellersta Finland       | 189        | 643              | |
| 24 | Kiantajärvi           | Suomussalmi                            | 188        | 528              | |
| 25 | Nilakka               | Pielavesi, Keitele                     | 169        | 358              | |
| 26 | Iisvesi               | Suonenjoki                             | 164        | 464              | |
| 27 | Koitere               | Ilomants                               | 164        | 424              | |
| 28 | Juurusvesi-Akonvesi   | Norra Savolax                          | 157        | 798              | Ingår i Iso-Kalla.                                                                                                |
| 29 | Pyhäjärvi             | Satakunta, Egentliga Finland           | 155        | 111              | |
| 30 | Kivijärvi             | Mellersta Finland                      | 154        | 545              | |
| 31 | Vanajavesi            | Birkaland, Egentliga Tavastland        | 150        | 425              | |
| 32 | Porttipahta bassäng   | Sodankylä                              | 149        | 336              | Den näststörsta konstgjorda sjön i Finland.                                                                       |
| 33 | Lappajärvi            | Lappajärvi, Vindala, Alajärvi          | 145        | 160              | Nedslagskratersjö.                                                                                                |
| 34 | Suontee               | Mellersta Finland, Södra Savolax       | 143        | 627              | |
| 35 | Viinijärvi            | Libelits, Outokumpu, Polvijärvi        | 135        | 426              | |
| 36 | Längelmävesi          | Birkaland                              | 133        | 470              | Ingår i Iso-Längelmävesi.                                                                                         |
| 37 | Kyyvesi               | Södra Savolax                          | 130        | 857              | |
| 38 | Pyhäjärvi             | Pyhäjärvi                              | 122        | 245              | |
| 39 | Pyhäjärvi             | Birkaland                              | 122        | 450              | |
| 40 | Keurusselkä-Ukonselkä | Keuru, Mänttä-Filpula                  | 118        | 607              | |
| 41 | Onkivesi              | Lapinlax                               | 114        | 441              | |
| 42 | Pielavesi             | Pielavesi                              | 110        | 420              | |
| 43 | Vesijärvi             | Päijänne-Tavastland                    | 108        | 227              | |
| 44 | Ontojärvi-Nurmesjärvi | Kuhmo                                  | 105        | 316              | |
| 45 | Kolima                | Pihtipudas, Viitasaari                 | 101        | 257              | |
| 46 | Rehja-Nuasjärvi       | Kajanaland                             | 96         | 171              | |
| 47 | Kyrösjärvi            | Ikalis                                 | 96         | 353              | |
| 48 | Simojärvi             | Ranua                                  | 90         | 239              | |
| 49 | Lojo sjö              | Lojo                                   | 88         | 332              | |
| 50 | Simpelejärvi          | Södra Karelen                          | 88         | 281              | |